# Skorpionit
Skorpionit ist ein sehr selten vorkommendes Mineral aus der Mineralklasse der „Phosphate, Arsenate und Vanadate“ mit der chemischen Formel Ca3Zn2[(OH)2|(PO4)2|(CO)3]·H2O. Skorpionit ist damit chemisch gesehen ein wasserhaltiges Calcium-Zink-Phosphat-Carbonat mit zusätzlichen Hydroxidionen.
Skorpionit kristallisiert im monoklinen Kristallsystem und entwickelt ausschließlich nach der c-Achse gestreckte, nadelige Kristalle von bis zu 0,5 mm Länge und bis zu 40 μm Breite.

## Etymologie und Geschichte
Skorpionit wurde bei der Durchmusterung von Material gefunden, welches im Oktober 2003 von Ludger Krahn zusammen mit Gregor Borg und Karen Kärner in der Skorpion Mine gesammelt wurde. Farblose, nadelige Kristalle ließen sich mit Röntgendiffraktionsmethoden nicht identifizieren und stellten sich als neues Mineral heraus. Sie konnten 2008 durch ein Forscherteam mit Werner Krause, Herta Effenberger, Heinz-Jürgen Bernhardt und Olaf Medenbach als Skorpionit beschrieben werden.
Das Mineral wurde 2005 von der International Mineralogical Association (IMA) anerkannt und nach seiner Typlokalität, der Zinklagerstätte Skorpion bei Rosh Pinah, Oranjemund in der Region ǁKaras, Namibia, benannt.
Typmaterial des Minerals (Holotyp) wird im Institut für Mineralogie, Geologie und Geophysik der Ruhr-Universität Bochum in Deutschland (Katalog-Nr. IMA 2005-010) aufbewahrt.

## Klassifikation
Da der Skorpionit erst 2005 als eigenständiges Mineral anerkannt wurde, ist er in der seit 2001 veralteten Systematik der Minerale nach Strunz (8. Auflage) nicht aufgeführt.
Die seit 2001 gültige und von der International Mineralogical Association (IMA) verwendete 9. Auflage der Strunz’schen Mineralsystematik ordnet den Skorpionit in die Abteilung der „Phosphate usw. mit zusätzlichen Anionen; mit H2O“ ein. Diese ist allerdings weiter unterteilt nach der relativen Größe der beteiligten Kationen und dem Stoffmengenverhältnis der weiteren Anionen zum Phosphat-, Arsenat- bzw. Vanadatkomplex, so dass das Mineral entsprechend seiner Zusammensetzung in der Unterabteilung „Mit CO3, SO4, SiO4“ zu finden ist, wo es als einziges Mitglied die unbenannte Gruppe 8.DO.45 bildet.
Auch die vorwiegend im englischen Sprachraum gebräuchliche Systematik der Minerale nach Dana ordnet den Skorpionit in die Klasse der „Phosphate, Arsenate und Vanadate“ und dort in die Abteilung der „Wasserfreien Phosphate etc., mit Hydroxyl oder Halogen“ ein. Hier ist er als alleiniges Mitglied in der unbenannten Gruppe 43.05.24 innerhalb der Unterabteilung Zusammengesetzte Phosphate etc., (Wasserhaltige zusammengesetzte Anionen mit Hydroxyl oder Halogen) zu finden.

## Kristallstruktur
Skorpionit kristallisiert im monoklinen Kristallsystem in der Raumgruppe C2/c (Raumgruppen-Nr. 15) mit den Gitterparametern a = 19,045 Å; b = 9,320 Å; c = 6,525 Å und β = 92,73°; sowie vier Formeleinheiten pro Elementarzelle.
Die Kristallstruktur des Skorpionits besteht aus zu gewellten Schichten verbundenen, eckenverknüpften ZnO4- und PO4-Tetraedern. Die Struktur bildet ein dreidimensionales Netzwerk aus [Ca22Zn2(OH)2(PO4)2]0- und [Ca1(CO3)(H2O)]0-Lagen, die durch Wasserstoffbrückenbindungen sowie durch Ca-O-Bindungen verbunden sind.

## Eigenschaften

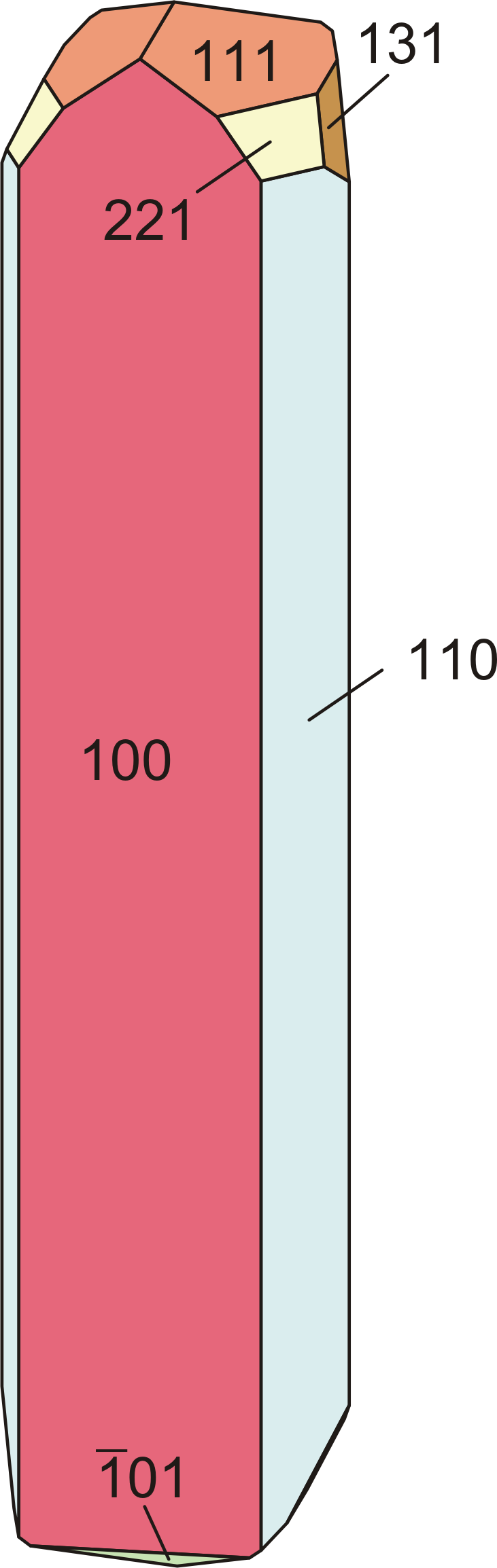
Zeichnung eines nach der c-Achse gestreckten Skorpionit-Kristalls

### Morphologie
Skorpionit bildet nach [001] nadelige bis lattige, nach (100) tafelige Kristalle bis zu 0,5 mm Länge und bis zu 40 μm Breite, die typischerweise wirr durcheinander gewachsen sind. Tragende Formen der Kristalle sind das Pinakoid {100} und das Prisma {110}, ferner wurden an den Kristallen die Formen {111}, {221}, {131}, {101} identifiziert, welche die Kopfflächen bilden.

### Physikalische und chemische Eigenschaften
Die Kristalle des Skorpionits sind farblos bis weiß, die Strichfarbe des Minerals wird ebenfalls als weiß beschrieben. Die Oberflächen der Skorpionitkristalle weisen einen glasartigen Glanz auf. Obwohl der Skorpionit weder im lang- noch im kurzwelligen UV-Licht fluoreszieren soll, zeigen einige Stufen eine intensive gelbe Fluoreszenz im kurzwelligen UV-Licht.
Das Mineral bricht aufgrund seiner Sprödigkeit ähnlich wie Glas oder Quarz, wobei die Bruchkanten uneben ausgeprägt sind. Mit einer Mohshärte von 3,5 gehört Skorpionit zu den mittelharten Mineralen, die sich ähnlich wie das Referenzmineral Fluorit mit einem Taschenmesser leicht ritzen lassen. Die berechnete Dichte des Minerals liegt bei 3,17 g/cm3. Eine Spaltbarkeit fehlt.
Skorpionit löst sich leicht in verdünnter Salzsäure, wobei CO2 entsteht, welches sprudelnd entweicht.

## Bildung und Fundorte
Skorpionit findet sich als Sekundärmineral auf einer oxidierten Zinklagerstätte, die sich durch Verwitterung von Sedimenten und Vulkaniten gebildet hat, in denen Sulfidminerale feinverteilt enthalten waren. Das Nebengestein ist stark verfaltet, zerbrochen und metamorph (untere Amphibolitfazies) überprägt. Die wichtigsten Erzminerale dieser Lagerstätte sind Hemimorphit, Smithsonit, Sauconit und Hydrozinkit. Diese Minerale treten als Füllungen in intergranularen Hohlräumen, Bruchspalten und Brekzien sowie als Verdrängungen von Feldspäten und Glimmern hauptsächlich in arkoseartigen Metareniten, untergeordnet auch in vulkanoklastischen Metasedimenten, auf. Skorpionit ist vergesellschaftet mit Tarbuttit, Hydrozinkit und Gips.
Das Mineral konnte bisher (Stand 2016) nur an seiner Typlokalität, der Zinklagerstätte Skorpion bei Rosh Pinah, Oranjemund in der Region ǁKaras, Namibia, gefunden werden.

## Verwendung
Skorpionit mit Endgliedzusammensetzung besteht zu etwa 29 % aus Zink und ist deshalb ein reiches Zinkerz, das in der Skorpion Mine sicherlich auch schon gewonnen und verhüttet worden ist. Aufgrund seiner Seltenheit ist das Mineral für Sammler jedoch wesentlich attraktiver.